# Beba Veche
Beba Veche est une commune du județ de Timiș en Roumanie, dans la région historique du Banat.
Elle est composée de trois villages: Beba Veche, Cherestur et Pordeanu. Beba Veche est le village le plus à l'ouest de la Roumanie, à proximité du tripoint avec la frontière hongroise et serbe, à 100 km à l'ouest de Timișoara et à 15 km au sud-est de Szeged en Hongrie.

## Histoire

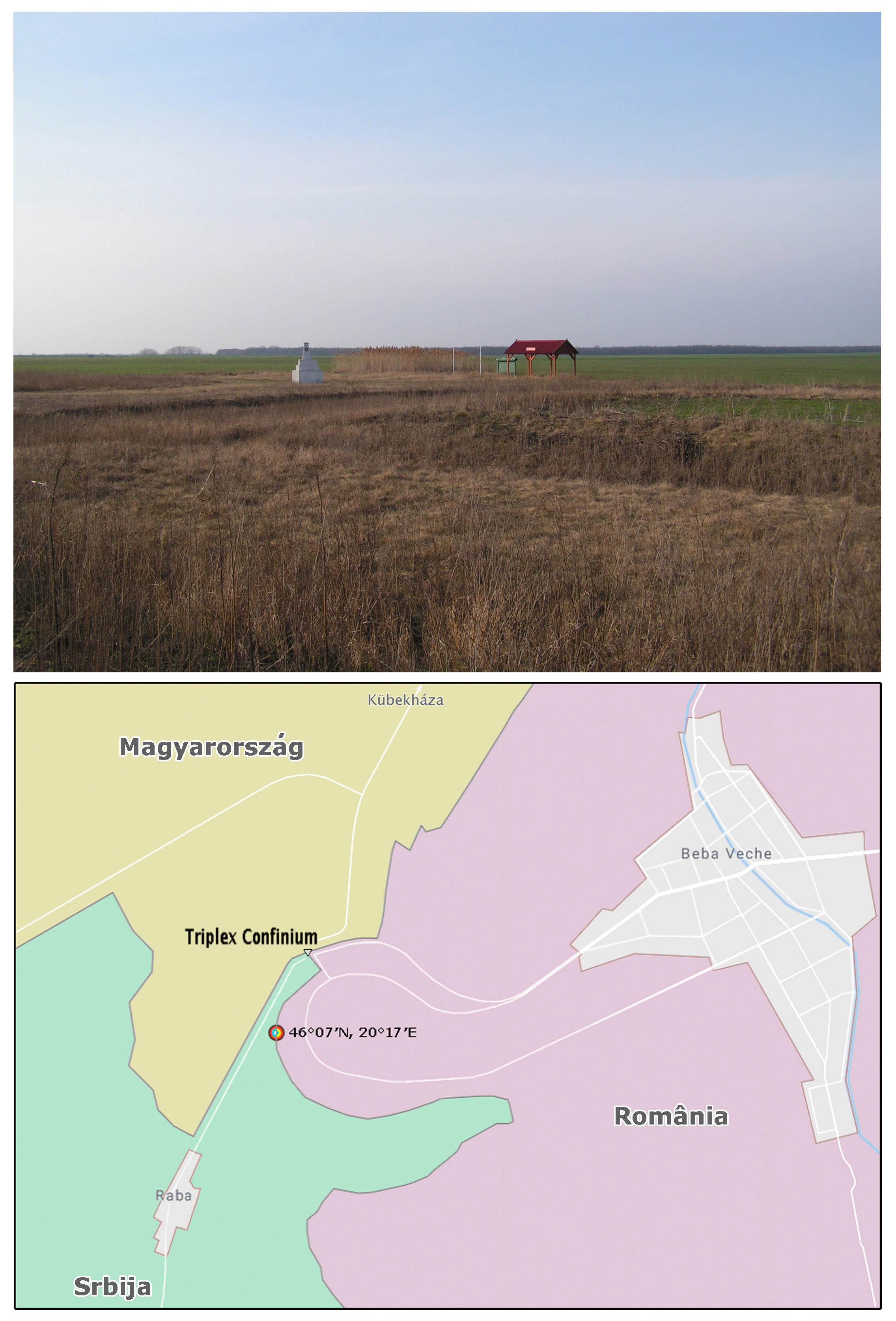
Le tripoint (Triplex confinium) de Beba Veche, à quelques dizaines de mètres au nord du point le plus occidental de la Roumanie.

Des tumulus agathyrses antiques du VIe siècle se trouvent sur le territoire de Beba Veche. Comme l'emplacement du village lui-même, ils formaient des popines (refuges hors de l'eau) lors des crues dans cette zone humide marécageuse, héritage du lac Pannonien. La dénomination de Beba, d'origine slavonne et signifiant « roselière », apparaît pour la première fois dans un document de 1247 conservé dans les collections du Musée d'histoire et archéologie de Cluj. Beba Veche (« ancienne Beba ») subit des destructions lors d'un raid des akindjis turcs en 1380.
Au XVIe siècle, les Ottomans qui se sont emparés de la région en 1526, ne recensent ici que 15 foyers dont 5 magyars et dix valaques, vivant, dans le labyrinthe des popines (où se trouvaient les huttes, les étables en joncs et les puits d'eau potable) et des iazuri (étangs toujours en eau), d'élevage extensif (où, selon les ossements, dominaient buffles et ovins) et de pisciculture. Ce milieu a aussi servi de refuge aux proscrits (en turc haydut : hors-la-loi),.
Après le traité de Passarowitz qui, en 1718, donne la région à l'Empire des Habsbourg, de grands travaux de drainage sont entrepris et le lit de l'ancien lac Pannonien devient progressivement une riche plaine céréalière (en hongrois Alföld), mais il semble qu'à cette époque, Beba Veche ait été désertée (en roumain pustie, en hongrois Puszta), car elle n'apparaît pas sur la carte autrichienne détaillée de Mercy réalisée en 1723-1725. En revanche, la carte d'état-major autrichienne de 1761 mentionne Beba Veche comme altgläubig und wallachisch Ort („village orthodoxe valaque”). L'échec de la révolution transylvaine de 1784 repeuple le site de Roumains transylvains fuyant la répression de Joseph II. De leur côté, les Habsbourg, sous le règne de l'impératrice Marie-Thérèse en 1779, colonisent environ 300 familles Souabes germanophones, de sorte que Beba Veche devient trilingue allemand-magyar-roumain,.
En 1781, l'impératrice Marie-Thérèse vend Beba-Veche et d'autres domaines au comte hongrois et évêque d'Alba Iulia, Ignác Batthyány qui, en 1792, établit à son tour des colons magyars dans le village. L'assèchement de la région par drainage et le développement de l'agriculture permettent la poursuite de la colonisation durant tout le XIXe siècle, mais celle-ci, ainsi que le compromis austro-hongrois de 1867, marginalisent les roumains de Beba-Veche dont plusieurs familles émigrent aux États-Unis au début du XXe siècle.
Lors de dislocation en décembre 1918 de l'Autriche-Hongrie et de la République démocratique hongroise, les Roumains de Beba Veche réclament leur rattachement à la Roumanie, mais les Souabes et les Hongrois sont contre, et où placer les frontières ? Celles-ci (entre la Hongrie et la Serbie, la Hongrie et la Roumanie, la Serbie et la Roumanie) sont fixées au printemps 1919 par la commission internationale Lord où des géographes tels Robert Seton-Watson (en) ou Emmanuel de Martonne et l'historien Ernest Denis jouèrent un rôle important ; le tripoint se situe à l'Ouest de Beba-Veche aux coordonnées 46° 07′ 45″ N, 20° 17′ 57″ E. Cette frontière est reconnue par la Hongrie au traité de Trianon, l'année suivante.
Comme toute la Roumanie, Beba Veche subit les régimes dictatoriaux carliste, fasciste et communiste de février 1938 à décembre 1989, mais connaît à nouveau la démocratie depuis 1990. Néanmoins, malgré l'entrée de la Hongrie en 2004 et de la Roumanie en 2007 dans l'Union européenne, sa position excentrée nuit à son développement, d'autant que la crise financière des années 2010, due à la dérégulation mondiale, met l'agriculture roumaine en difficulté. Un modeste tourisme de curiosité dû à sa proximité avec le tripoint frontalier (triplex confinium) est apparu au début XXIe siècle. De son côté de la frontière, la Hongrie de Viktor Orbán a érigé, depuis la crise migratoire en Europe, des clôtures électrifiées qui rappellent, aux anciens du lieu, le tristement fameux « rideau de fer » séparant, dans les années 1950 à 1990, le Bloc de l'Est (dont firent partie la Hongrie et la Roumanie) de la Yougoslavie, également communiste mais indépendante de Moscou.

## Démographie
Lors du recensement de 2011, 61,79 % de la population se déclarent roumains, 32,35 % hongrois, 1,29 % allemands et 1,16 % roms (3,18 % ne déclarent pas d'appartenance ethnique et 0,19 % déclarent appartenir à une autre ethnie).

## Politique
| Parti | Parti                                                 | Sièges |
| ----- | ----------------------------------------------------- | ------ |
|       | Parti social-démocrate (PSD)                          | 7      |
|       | Parti national libéral (PNL)                          | 1      |
|       | Union nationale pour le progrès de la Roumanie (UNPR) | 1      |
|       | Union démocrate magyare de Roumanie (UDMR)            | 1      |